# 광저우 지하철 22호선
광저우 지하철 22호선(중국어 간체자: 广州地铁22号线)은 중화인민공화국 광둥성 광저우 중동부에 있는 쾌속도시철도 노선이다.

## 개요
22호선은 광저우 지하철의 노선 중 하나로 광저우 지하철 18호선과 함께 광역급행철도 노선이다. 2023년 현재 남쪽 구간만 개통되었으며, 완전 개통되면 광저우난역과 광저우역, 광저우바이윈역, 광저우 바이윈 국제공항 등 광저우시의 주요 철도허브와 국제공항을 빠르게 잇는 노선이 될 예정이다. 이 노선색은 다홍색이다.

## 역사
- 2022년 3월 31일 - 천터우강 역 ~ 판위광창 역 구간 개통

## 역 목록
| 번호   | 역명        | 중국어     | 영어표기                        | 영업거리 | 환승                                             | 위치   |
| ------ | ----------- | ---------- | ------------------------------- | -------- | ------------------------------------------------ | ------ |
| 22호선 |             |            |                                 |          |                                                  |        |
| 2204   | 천터우강 역 | 陈头岗站   | Chentougang                     |          |                                                  | 판위구 |
| 2203   | 광저우 남역 | 广州南站   | Guangzhou South Railway Station |          | ■ 2호선 ■ 7호선 ■ 포산 2호선 광저우 남역 판위 역 | 판위구 |
| 2202   | 스광루 역   | 市广路站   | Shiguanglu                      |          |                                                  | 판위구 |
| 2201   | 판위광창 역 | 番禺广场站 | Panyu Square                    |          | ■ 3호선 ■ 18호선                                 | 판위구 |

## 같이 보기
- 광저우 지하철